# العلاقات الأوزبكستانية الكرواتية
العلاقات الأوزبكستانية الكرواتية هي العلاقات الثنائية التي تجمع بين أوزبكستان وكرواتيا.

## مقارنة بين البلدين
هذه مقارنة عامة ومرجعية للدولتين:
| وجه المقارنة                                              | أوزبكستان       | كرواتيا                                                  |
| --------------------------------------------------------- | --------------- | -------------------------------------------------------- |
| المساحة (كم2)                                             | 448.98 ألف      | 56.59 ألف                                                |
| عدد السكان (نسمة)                                         | 32.39 مليون     | 4.11 مليون                                               |
| الكثافة السكانية (ن./كم²)                                 | 72.14           | 72.63                                                    |
| العاصمة                                                   | طشقند           | زغرب                                                     |
| اللغة الرسمية                                             | اللغة الأوزبكية | اللغة الكرواتية                                          |
| العملة                                                    | سوم أوزبكستاني  | كونا كرواتية                                             |
| الناتج المحلي الإجمالي (بليون دولار)                      | 48.72 مليار     | 54.85 مليار                                              |
| الناتج المحلي الإجمالي (تعادل القوة الشرائية) بليون دولار | 190.50 مليار    | 94.64 مليار                                              |
| الناتج المحلي الإجمالي الاسمي للفرد دولار أمريكي          | 2.13 ألف        | 11.54 ألف                                                |
| الناتج المحلي الإجمالي للفرد دولار أمريكي                 | 5.57 ألف        | 21.64 ألف                                                |
| مؤشر التنمية البشرية                                      | 0.675           | 0.818                                                    |
| رمز المكالمات الدولي                                      | +998            | +385                                                     |
| رمز الإنترنت                                              | .uz             | .hr                                                      |
| المنطقة الزمنية                                           | ت ع م+05:00     | توقيت وسط أوروبا، ت ع م+01:00، ت ع م+02:00، أوروبا/زغرب ‏ |

## منظمات دولية مشتركة
يشترك البلدان في عضوية مجموعة من المنظمات الدولية، منها:
| علم المنظمة | اسم المنظمة                               | تاريخ انضمام أوزبكستان | تاريخ انضمام كرواتيا |
| ----------- | ----------------------------------------- | ---------------------- | -------------------- |
|             | مؤسسة التنمية الدولية                     | 24 سبتمبر 1992         | 25 فبراير 1993       |
|             | يونسكو                                    | 26 أكتوبر 1993         | 1 يونيو 1992         |
|             | وكالة ضمان الاستثمار متعدد الأطراف        | 4 نوفمبر 1993          | 19 مارس 1993         |
|             | الأمم المتحدة                             | 2 مارس 1992            | 22 مايو 1992         |
|             | الفريق المعني برصد الأرض                  | ?                      | ?                    |
|             | الاتحاد البريدي العالمي                   | ?                      | ?                    |
|             | البنك الدولي للإنشاء والتعمير             | 21 سبتمبر 1992         | 25 فبراير 1993       |
|             | الاتحاد الدولي للاتصالات                  | 10 يوليو 1992          | 3 يونيو 1992         |
|             | منظمة حظر الأسلحة الكيميائية              | ?                      | ?                    |
|             | مؤسسة التمويل الدولية                     | 30 سبتمبر 1993         | 25 فبراير 1993       |
|             | المركز الدولي لتسوية المنازعات الاستشارية | 25 أغسطس 1995          | 22 أكتوبر 1998       |
|             | منظمة الشرطة الجنائية الدولية             | ?                      | ?                    |
|             | منظمة الأمن والتعاون في أوروبا            | 30 يناير 1992          | 24 مارس 1992         |

## وصلات خارجية
- موقع وزارة الخارجية الأوزبكستانية
- موقع وزارة الخارجية الكرواتية